# SR-Klasse Merchant Navy
Die Dampflokomotiven der Merchant Navy Class der britischen Southern Railway (SR) wurden nach einem Entwurf von Oliver Bulleid von 1941 bis 1949 in mehreren Losen beschafft. Insgesamt entstanden in den bahneigenen Werkstätten in Eastleigh 30 Stück dieser Klasse. Die letzten zehn Exemplare wurden ab 1948 an die staatlichen British Railways (BR) ausgeliefert, in denen die SR infolge des Transport Act 1947 aufgegangen war. Sie waren offiziell Mehrzwecklokomotiven, wurden aber vor allem vor den wichtigsten Expresszügen der Southern Railways bzw. der Southern Region von British Railways eingesetzt. Die Maschinen wurden ab 1964 schrittweise ausgemustert, die letzten bespannten bis 1967 noch Expresszüge, darunter der Pullman-Express Bournemouth Belle zwischen London Waterloo und Bournemouth. Sie gehörten damit zu den letzten eingesetzten Schnellzugdampflokomotiven von British Railways.

## Geschichte
Zur Beschleunigung ihrer schweren Expresszüge in den Südwesten Englands sowie der Boat trains wie etwa dem Golden Arrow zu den Häfen am Ärmelkanal benötigte die SR ab der Mitte der 1930er Jahre neue, leistungsfähigere Lokomotiven. Die bislang eingesetzten Lokomotiven der Achsfolge 2’C hatten sich als nicht ausreichend erwiesen, viele Expresszüge mussten zudem noch mit Lokomotiven der Achsfolge 2’B doppelt bespannt werden. Die neuen Lokomotiven sollten bis zu 600 t schwere Expresszüge mit durchschnittlichen Reisegeschwindigkeiten von bis zu 70 Meilen pro Stunde (mph) befördern, eine bis dahin im britischen Eisenbahnwesen nicht erreichte Anforderung. Oliver V. Bulleid, der neue Chefingenieur der SR, der zuvor persönlicher Assistent von Sir Nigel Gresley bei der London and North Eastern Railway (LNER) gewesen war, verfolgte das Ziel, nicht nur bisherige Verfahrensweisen zu optimieren, sondern auch die Lokomotivtechnik spürbar weiterzuentwickeln. Am 2. März 1938 erteilte das Rolling Stock Committee der Southern Bulleid den Auftrag zur Entwicklung einer neuen Generation von Schnellzuglokomotiven. Ausgehend von den ersten Überlegungen für eine Pacific zog Bulleid zunächst eine Lokomotive mit der Achsfolge 1’D1’ (Mikado) in Betracht, wie sie kurz zuvor bei der LNER mit der LNER-Klasse P2 eingeführt worden war, und an deren Entwicklung Bulleid beteiligt gewesen war. Auch eine Mountain mit der Achsfolge 2’D1’ war von Bulleid in Erwägung gezogen worden. Angesichts verschiedener Restriktionen des bestehenden Netzes hinsichtlich Gewicht und Länge blieb es schließlich doch bei einer Pacific, die damit erstmals bei der SR eingeführt wurde.

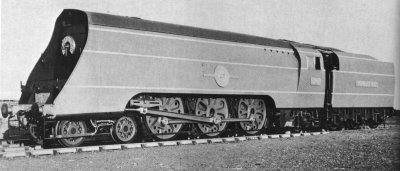
Die erste „Merchant Navy“ kurz nach Fertigstellung 1941, deutlich erkennbar die von der Serie abweichende Frontgestaltung

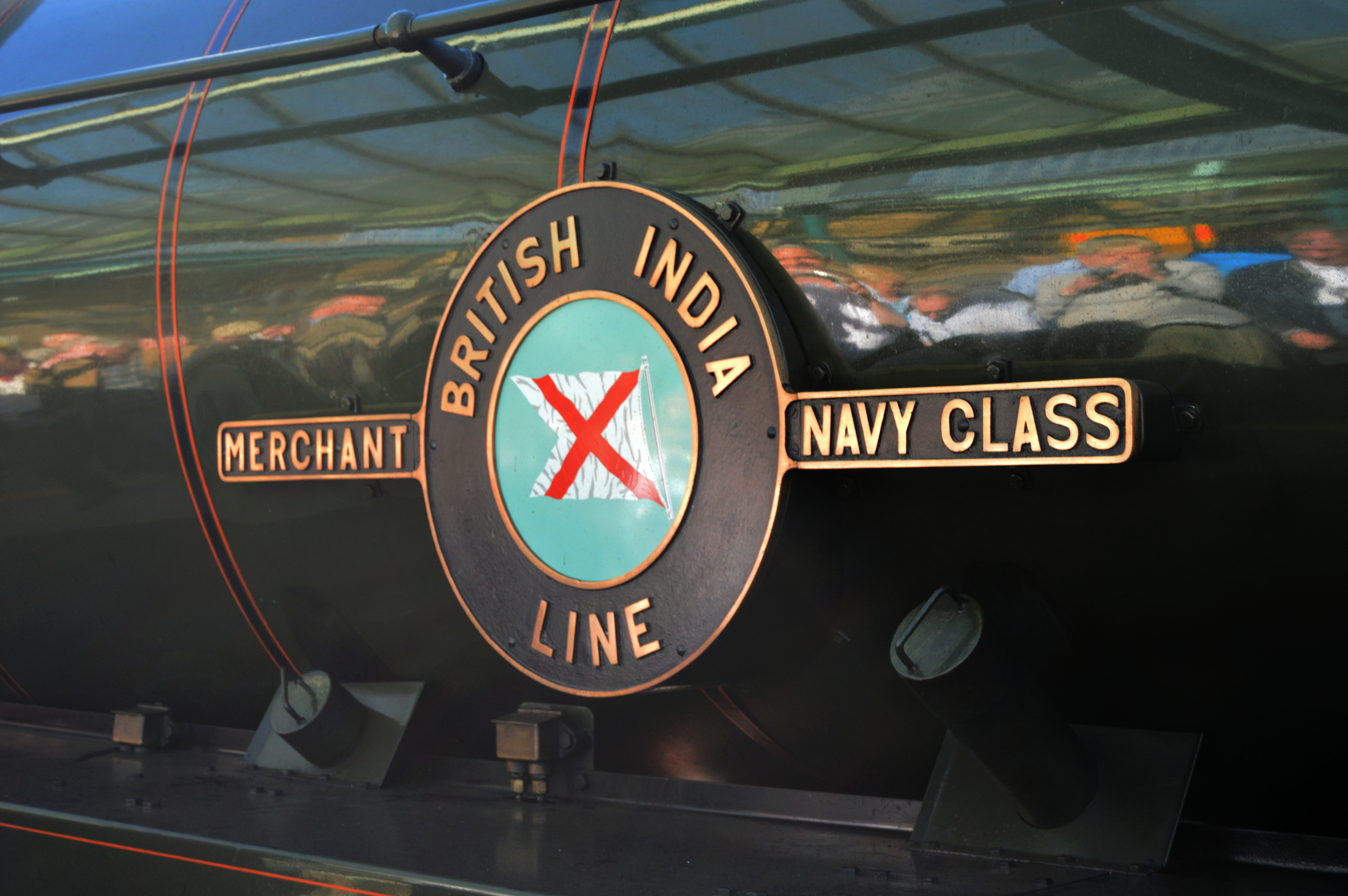
Namensschild der Lokomotive British India Line der Merchant Navy Class

Die neue, von ihm entworfene Klasse erhielt schließlich einige, bis dahin im britischen Lokomotivbau nicht oder nur in Versuchslokomotiven eingesetzte Bauteile und Techniken. Für britische Lokomotiven neu waren bspw. die geschweißten Feuerbüchsen aus Manganstahl. Am auffälligsten für Beobachter war die Außenverkleidung, die Bulleid jedoch nicht dem damaligen Zeitgeist entsprechend als Stromlinie („streamline“) bezeichnete, sondern als „air-smoothed“. Ungewöhnlich war auch der Antrieb. Bulleid stattete die Dreizylindermaschinen mit einer neuen, von ihm entwickelten Steuerung aus, die für alle drei Zylinder gemeinsam über Ketten erfolgte und in einer innerhalb des Rahmens liegenden Ölwanne gelagert war. Auch die neuen, an amerikanische Boxpok-Räder angelehnten BFB-Radsätze waren zuvor nicht verwendet worden.
Der Ausbruch des Zweiten Weltkriegs führte dazu, dass in Großbritannien nur noch Lokomotiven für Güterzüge entwickelt und gebaut werden durften. Bulleid verstand es jedoch, das Ministry of Supply davon zu überzeugen, dass die neuen Lokomotiven für „Mixed traffic“ ausgelegt seien, und die SR durfte die Entwicklung und den Bau fortsetzen. Die erste neue Lokomotive wurde von den bahneigenen Werkstätten in Eastleigh schließlich im Februar 1941 fertiggestellt. Sie erhielt den Namen Channel Packet, nach der SR-eigenen Schiffahrtsgesellschaft. Alle weiteren Lokomotiven erhielten ebenfalls Namen von Reedereien, die ganze Klasse wurde als Merchant Navy Class (auf Deutsch Handelsmarine-Klasse) bezeichnet. Ursprünglich sollten die Lokomotiven nach alliierten Siegen im Zweiten Weltkrieg benannt werden. Für die erste Lokomotive war bereits der Name River Plate vorgesehen und ein Modell der Namensplakette erstellt worden. Die für das Vereinigte Königreich kritische Kriegslage zum Zeitpunkt der Auslieferung 1940/41 – zu dieser Zeit tobte die Luftschlacht um England – ließ dies der Southern Railway jedoch nicht mehr opportun erscheinen. Der Name und die Flagge der jeweiligen Reederei sowie die Klassenbezeichnung wurden auf beiden Seiten der Lokomotive auf großen Schildern angezeigt. Das Personal der Southern bezeichnete die Lokomotiven jedoch aufgrund ihres Erscheinungsbilds etwas abschätzig als „Spam cans“, nach den in Großbritannien für Frühstücksfleisch („Spam“) verwendeten Blechdosen. Auch die Bezeichnung „Packets“ war in Gebrauch, abgeleitet vom Namen des ersten Exemplars wie auch des optischen Eindrucks.
Nach ersten Tests mit den beiden ersten Maschinen folgten bis Juli 1942 weitere acht Stück, die in Eastleigh gefertigt wurden. Die Kessel wurden dabei von der North British Locomotive Company in Glasgow zugeliefert. Die Verkleidung wurde aufgrund der ersten Erfahrungen bei diesen Lokomotiven im Frontbereich leicht verändert und die beiden Prototypen ebenfalls entsprechend angepasst. Am auffälligsten war die Abdeckung quer über der Rauchkammer, die dazu dienen sollte, den austretenden Dampf über den Kessel und damit außerhalb des Blickfelds des Personals abzuleiten. Zu diesem Zweck wurden auch schmale Windleitbleche angebracht. Da Bulleid jedoch das Lichtraumprofil der Southern maximal ausgenutzt hatte, blieben die weiterhin schlechten Sichtmöglichkeiten entlang der Kesselverkleidung bis zum Umbau der Klasse ein Dauerproblem. Da die Prototypen auch schwerer als geplant ausgefallen waren, wurden die Pläne nochmals überarbeitet, um innerhalb der zulässigen Werte zu bleiben. Die Merchant Navys waren dennoch für viele Strecken der Southern zu schwer. Bulleid leitete daher in den Folgejahren aus dieser Klasse die etwas leichteren Pacifics der West Country bzw. Battle of Britain-Klasse ab. 1944/45 bauten die Werkstätten in Eastleigh weitere zehn Stück, diesmal auch einschließlich der Kessel. Kurz vor dem Ende der Selbständigkeit bestellten die Southern Railways weitere zehn Stück, die jedoch erst 1948/49 an die nunmehrigen British Railways ausgeliefert wurden. Die ersten 20 Maschinen erhielten nach dem von Bulleid neu aufgestellten Bezeichnungsschema der SR die Nummern 21C1 bis 21C20, während die letzten zehn Maschinen von Beginn an bereits BR-Nummern trugen. Bei BR erhielt die gesamte Klasse die Nummern 35001 bis 35030.

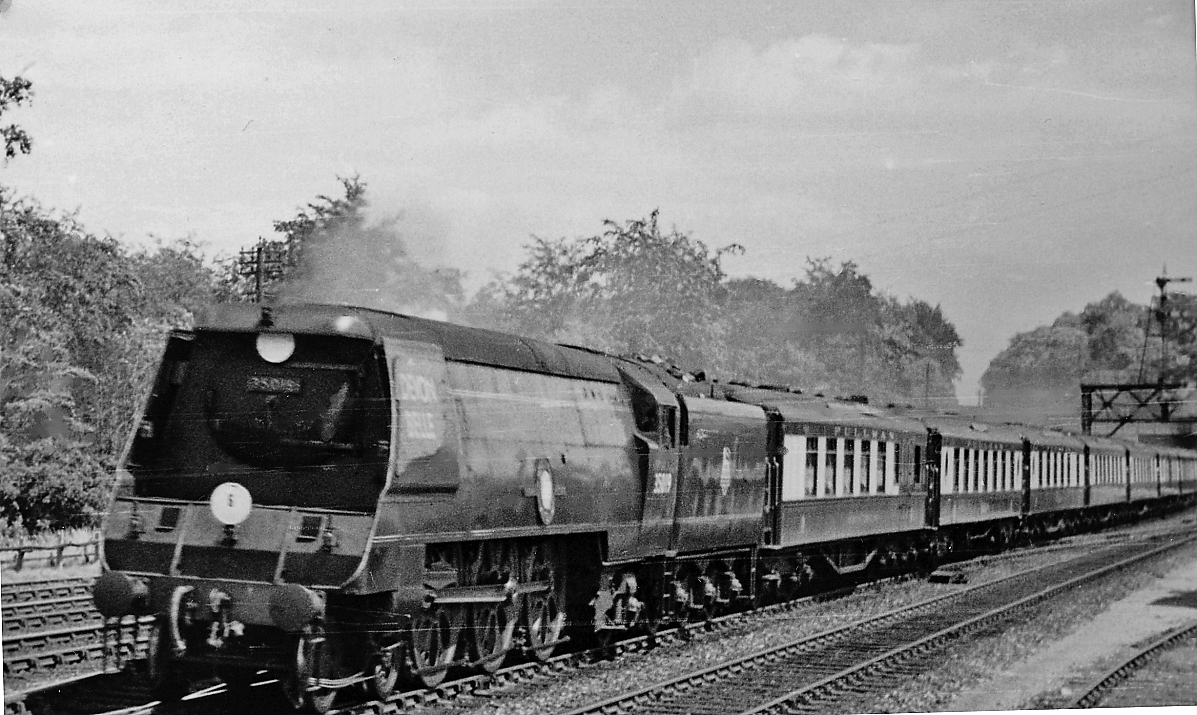
Merchant Navy 35019 French Line C.G.T. Anfang der 1950er Jahre bei Farnborough vor dem Devon Belle

Die neuartige Technik führte zunächst zu erheblichen Problemen. Insbesondere die kettengetriebene Steuerung und die nicht dauerhaft dicht zu haltende Ölwanne erwiesen sich als anfällig, zum einen durch sich entzündendes Öl, zum anderen durch Anfahrschwierigkeiten aufgrund verölter Schienen. Zudem wiesen die Maschinen einen vergleichsweise hohen Wartungsaufwand auf. Dagegen war ihre Leistungsfähigkeit unumstritten, insbesondere der von Bulleid neukonstruierte Kessel erwies sich als ausgesprochen leistungsfähig. Er diente daher auch als Basis für die Kesselkonstruktion der ab 1951 beschafften Pacifics der BR-Standardklasse 7MT („Britannia“-Klasse). Die Lokomotiven wiesen jedoch auch einen hohen Kohlenverbrauch auf.

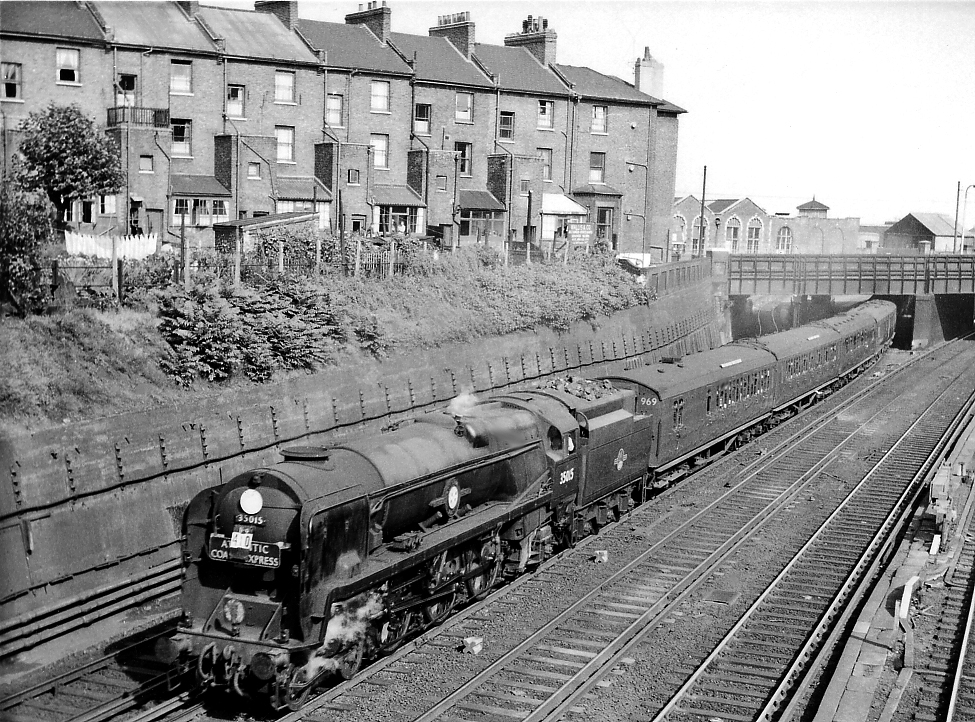
Die umgebaute Merchant Navy 35015 Rotterdam Lloyd 1960 beim Bahnhof Clapham Junction vor dem Atlantic Coast Express

Da die Probleme mit der Steuerung anhielten und diese aufgrund der geschlossenen Ölwanne schwer zu warten war, entschloss sich British Railways Mitte der 1950er Jahre, die Maschinen grundlegend umzubauen. Zu diesem Zeitpunkt wurde noch eine Restnutzungsdauer der Maschinen bis 1987 erwartet. Zwischen 1955 und 1959 wurden die kettengetriebenen Innensteuerungen bei allen 30 Lokomotiven durch herkömmliche Walschaerts-Steuerungen ersetzt und die Maschinen verloren ihre auffällige Verkleidung. In diesem Zusammenhang erhielten sie auch eine neue Rauchkammer. Der hohe Kesseldruck war bereits zuvor reduziert worden. Lediglich die BFB-Radsätze blieben als äußerliches Merkmal erhalten, ansonsten ähnelten die Lokomotiven den neueren Standard-Pacifics von BR. Der Umbau wurde in der Fachwelt allgemein als geglückt betrachtet, da die Lokomotiven ihre Leistungsfähigkeit behielten. Zugleich wurden die andauernden Wartungsprobleme substanziell reduziert, auch die immer wieder kritisierte schlechte Sicht für das Lokomotivpersonal entlang der Verkleidung wurde behoben. Nachteilig war lediglich, dass aufgrund der neuen Steuerung die Treibräder mit Gegengewichten ausgeführt werden mussten, was zu etwas erhöhten Belastungen der Schienen führte. BR setzte die Lokomotiven weiterhin auf den angestammten Strecken der ehemaligen Southern Railway ein.
Im April 1953 führte der Bruch der Treibachse bei der Lokomotive 35020 Bibby Line in voller Fahrt dazu, dass durch einen sich dabei lösenden Bremsklotz das Bahnsteigdach des gerade durchfahrenen Bahnhofs von Crewkerne beschädigt wurde, zum Glück ohne Verletzte unter den wartenden Fahrgästen. Auch der Zug blieb auf den Gleisen. Die gesamte Klasse wurde jedoch zunächst aus dem Betrieb genommen, um sie auf eventuelle weitere Brüche der Achsen zu untersuchen. Nach einigen Wochen kamen sie jedoch wieder in Betrieb, nachdem sich keine weiteren Brüche oder Anrisse gezeigt hatten.
Ab Ende der 1950er Jahre beschleunigte BR die Umstellung auf Diesel- und Elektrotraktion, obwohl noch bis 1960 neue Dampflokomotiven beschafft wurden. Den neuen Diesellokomotiven mussten auch die Merchant Navys früher als geplant weichen. Nur wenige der umgebauten Lokomotiven kamen noch auf größere Laufleistungen und ab 1964 begann die Ausmusterung der Maschinen, die bis 1967 abgeschlossen wurde. Im Westen der Southern Region ging ein Teil ihrer Einsatzstrecken an die Western Region, die sie dort durch neue dieselhydraulische Lokomotiven der späteren BR-Klassen 42 und 43 („Warships“) ersetzte. Die Strecken von London zur Kanalküste wurden ab Anfang der 1960er Jahre elektrisch betrieben. Die letzten sieben Exemplare bespannten bis zum 2. Juli 1967 noch Expresszüge zwischen London Waterloo und Weymouth und wurden dann außer Dienst gestellt.

## Technik

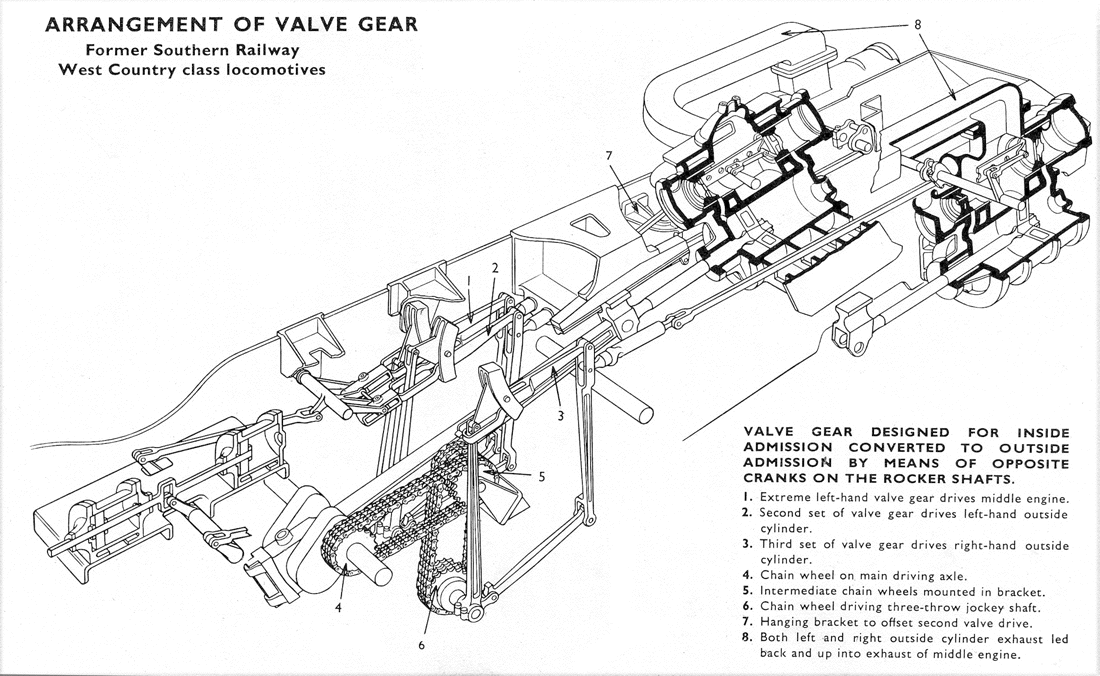
Schaubild der von Bulleid entwickelten kettengetriebenen Innensteuerung

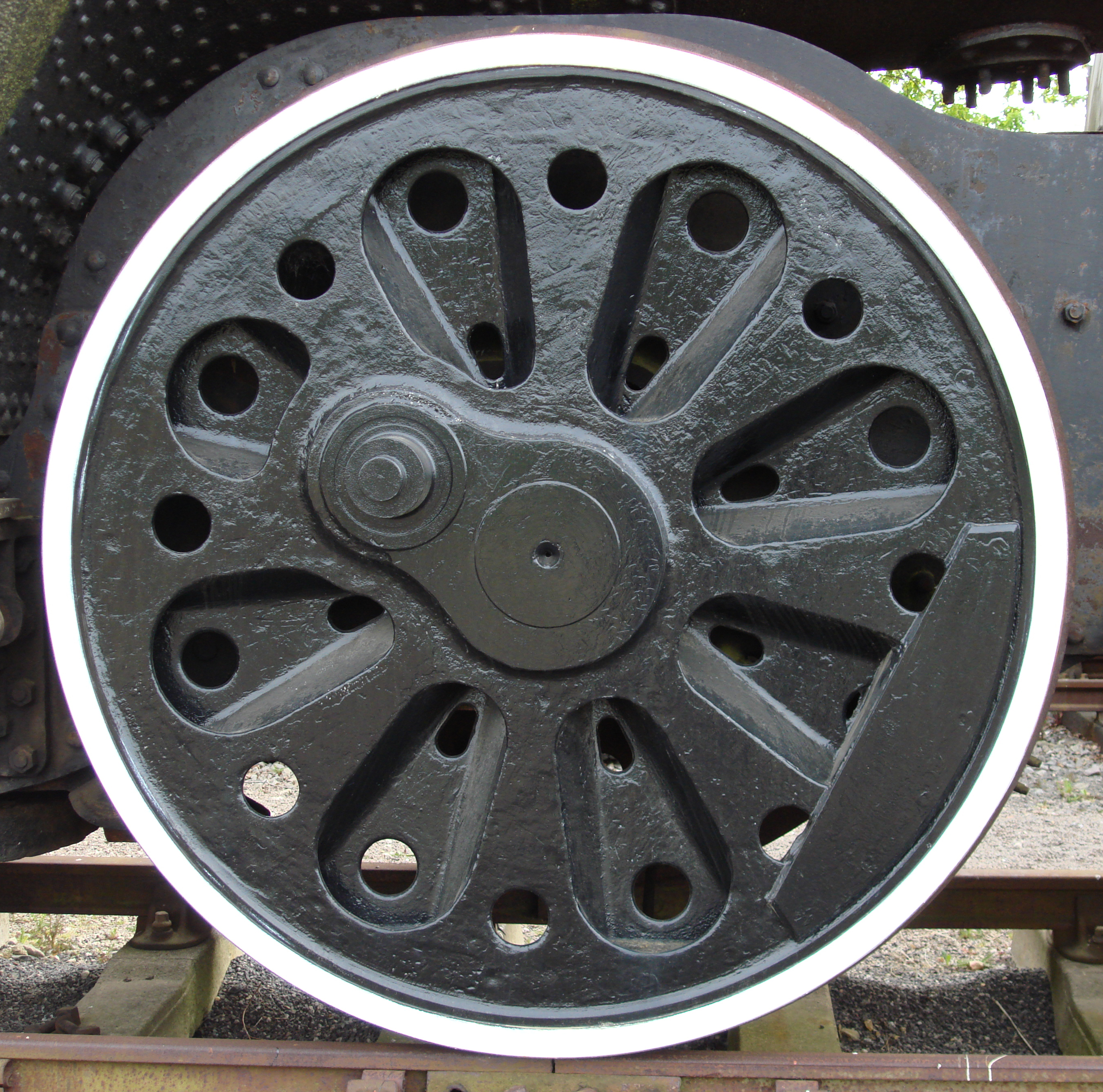
Bulleid-Firth-Brown-Treibradsatz der Lokomotive 35010 Blue Star

### Ursprungsversion
Bulleid integrierte diverse technische, teilweise zuvor nicht erprobte Neuerungen in die größten und leistungsfähigsten Lokomotiven der Southern Railway. Beim Bau wurde erstmals im britischen Lokomotivbau in größerem Umfang Schweißtechnik eingesetzt.
Die Rahmenteile waren teils als herkömmlicher Blechrahmen, teils aus Stahlguss ausgeführt. Sowohl das vordere Drehgestell wie der Außenrahmen der Nachlaufachse bestanden ebenfalls aus Stahlguss.
Zwischen den Rahmenwangen lagerte die neuartige, von Bulleid entwickelte kettengetriebene Innensteuerung in einer geschlossenen Ölwanne. Über Pumpen wurden alle beweglichen Teile mit Schmieröl besprüht, womit ständige Schmierung aller Antriebsteile und Schutz vor Verschmutzung gewährleistet sein sollte. Zugleich sollte damit die Arbeit des Lokomotivpersonals erleichtert und dieses von manueller Schmiertätigkeit entlastet werden. In den Rahmen integriert war dafür ein Rahmenträger aus Stahlguss, auf dem zwischen dem vorderen Drehgestell und den Treibrädern der Innenzylinder und die Steuerung auflag. Die Abdichtung der Ölwanne ließ sich jedoch nie vollständig sicherstellen, so dass heraustropfendes Öl immer wieder zu verschmutzten Schienen und damit verbundenen Anfahrproblemen führte. Gelegentlich entzündete sich das Öl auch an heißen Teilen der Lokomotiven und löste Brände aus. Die Steuerung aller drei Zylinder erfolgte mittels des von Bulleid entwickelten Kettenantriebs über eine Hilfskurbelwelle, die von einer Dreifachkette von der Treibachse, alle drei Zylinder trieben die mittlere Kuppelachse an, angetrieben wurde. In die Steuerung hatte Bulleid Erfahrungen aus der damaligen Motorenentwicklung im Automobilbau einfließen lassen.
In geschweißter Technik ausgeführt war auch die aus Manganstahl hergestellte Feuerbüchse des Lokomotivkessels in der Bauart Belpaire, bei dem Bulleid das Lichtraumprofil der vorgesehenen Einsatzstrecken der Southern Railway maximal ausnützte. Die Feuerbüchse erhielt zusätzlich zwei Nicholson-Thermosyphons, ein aus dem US-amerikanischen Lokomotivbau stammendes Bauelement, mit dem die Strahlungsheizfläche weiter vergrößert werden sollte, um die Wärmestrahlung maximal auszunutzen. Der Kessel wurde auf 280 psi, den bis dahin höchsten Druck im britischen Lokomotivbau, ausgelegt. Er galt als einer der besten britischen Lokomotivkessel, trotz eines etwas hohen Kohlenverbrauchs. Dafür war er in seiner Leistungscharakteristik sehr elastisch und in der Lage, auch mit schlechterer Kohle hohe Dauerleistungen zu erbringen. Nach wenigen Jahren wurde der Kesseldruck auf 250 psi reduziert, was sich als ausreichend erwies. Der Schornstein war in der Bauart Lemaître als Saugzuganlage mit mehreren Düsen ausgeführt, ähnlich dem verbreiteten Kylchap-Blasrohr. Die Rauchkammer war oben leicht abgeschrägt, um ausreichend Platz für die Lemaître-Saugzuganlage zu haben.
Die Erleichterung der Arbeit von Lokführer und Heizer war Bulleid ein besonderes Anliegen. Als erste britische Lokomotivklasse erhielten die Merchant Navys eine dampfgetriebene Feuertür, die zudem auf höchstmögliche Sicherheit ausgelegt war. Installiert wurde auch erstmals elektrische Lokomotiv- und Führerstandsbeleuchtung einschließlich beleuchteter Schaugläser und Anzeigen. Für die Stromerzeugung erhielten die Lokomotiven einen Dampfgenerator. Die Vorderseiten des Führerhauses wurden mit den darin befindlichen Fenstern schräg ausgeführt, um blendfreie Sicht nach vorne zu ermöglichen. Auch der Arbeitserleichterung dienen sollte eine dampfgetriebene Umsteuerung, die sich im Betrieb jedoch im Zusammenspiel mit der kettengetriebenen Steuerung als anfällig und schwer beherrschbar erwies.
Äußerlich am auffälligsten waren die Verkleidung des Kessels sowie die neuartigen, den US-amerikanischen Boxpok-Rädern ähnelnden BFB-Radsätze. Die Abkürzung BFB steht für Bulleid und den Hersteller Firth Brown Steels aus Sheffield. Im Unterschied zu Boxpok-Rädern wurden die BFB-Räder in einem Stück gegossen. Die Außenverkleidung wurde von Bulleid bewusst nicht als Stromlinienverkleidung, sondern als „Air-smoothed“ bezeichnet. Sie sollte zum einen die Southern Railway als modernes Verkehrsunternehmen erkennbar machen, vor allem aber diente sie der einfacheren Außenreinigung in Waschanlagen für Reisezugwagen. Als nachteilig erwies sich die ausgesprochen schlechte Sicht vom Führerstand entlang der Verkleidung. Da Bulleid das Lichtraumprofil maximal ausgeschöpft hatte, blieben im Führerstand nach vorne neben dem Kessel nur schmale Sehschlitze. Die flache Oberfläche auf dem Kesselscheitel erzeugte zudem ein Vakuum, das den Abdampf in das Sichtfeld des Lokomotivführers drückte. Letzteres Problem konnte mit einer Umgestaltung der Front, insbesondere einer zusätzlichen Abdeckung oberhalb der Rauchkammertür, und der Ergänzung schmaler, mit nur wenigen Zentimetern Abstand von der Rauchkammer montierter Windleitbleche leidlich behoben werden. Da die Bleche der Verkleidung zur Gewichtsersparnis recht dünn ausgefallen waren, konnten sie leicht beschädigt werden. Sie erhielten öfters Knicke und Falten, was auch zu vorzeitiger Korrosion beitrug.
Die Lokomotiven erhielten zwei verschiedene Tenderbauarten, die sich im Wesentlichen durch unterschiedliche Vorräte an Wasser unterschieden. Eine Version konnte 5000 Gallonen (ca. 22700 Liter) mitführen, die andere 6000 Gallonen (ca. 27300 Liter). Der Vorrat an Kohle betrug 5 Tonnen, ein relativ kleiner Wert, der aber für die vergleichsweise kurzen Einsatzstrecken der Southern meist ausreichend war. Die Tender wurden mit leicht nach außen gewölbten Wändern ausgeführt, um sie optisch an die damaligen Reisezugwagen anzupassen und ein geschlossenes Erscheinsbild eines Zuges zu erreichen.

### Umbauversion
Die aufwendige Unterhaltung der Lokomotiven, insbesondere der Bulleid-Steuerung sowie die schlechten Sichtverhältnisse blieben ein dauerndes Problem der Klasse. Auch kam es zu Brüchen von unzureichend dimensionierten Antriebsteilen. British Rail entschied sich daher Mitte der 1950er Jahre, die Lokomotiven grundlegend umzubauen, nachdem Überlegungen, sie zugunsten des Neubaus weiterer „Britannia“-Pacifics aus dem BR-Neubauprogramm auszumustern, verworfen worden waren. Zu dieser Zeit ging man noch von rund 30 weiteren Einsatzjahren bis in die zweite Hälfte der 1980er Jahre aus. Die beschleunigte Umstellung auf Diesellokomotiven, die Elektrifizierung sowie die gravierenden Einschnitte in das britische Eisenbahnnetz durch die Beeching-Axt führten jedoch dazu, dass viele der umgebauten Lokomotiven nur noch wenige Jahre Dienst taten.
Während der leistungsfähige Kessel abgesehen von einer neuen, nicht mehr abgeschrägten Rauchkammer – nur die ovale Rauchkammertür erinnerte noch an die ursprüngliche Bauform – weitgehend unverändert blieb, wurden das Äußere und die Steuerung grundlegend umgestaltet. Die Maschinen verloren die wartungsintensiven Bulleid-Kettensteuerungen, die durch herkömmliche Walschaerts-Steuerungen für jeden Zylinder ersetzt wurden. Anstelle der Außenverkleidungen bekamen die Maschinen ein konventionelles Äußeres mit Kesselverkleidungen und großen Windleitblechen, ähnlich den BR-Standardlokomotiven. Die BFB-Räder blieben erhalten, bekamen aber Gegengewichte, da aufgrund der Verlagerung der Steuerung nach außen ein entsprechender Massenausgleich erforderlich wurde, der zuvor bei der Innensteuerung nicht nötig gewesen war. Auch weitere Bauteile wie bspw. der Aschkasten, die Dampfleitungen zu den Zylindern, Zylinderhähne und Sandkästen wurden ersetzt, ebenso ausgebaut wurde die dampfgetriebene Umsteuerung. Die Tender wurden ebenfalls grundlegend umgebaut. Durch den Umbau wurden die Maschinen insgesamt etwa zwei Tonnen schwerer.

## Farbgebung
Ursprünglich wurden alle Lokomotiven in Malachitgrün lackiert, der Standardfarbe der Southern für ihre Expresszugmaschinen. Zierlinien und Beschriftungen waren in Gelb ausgeführt. Lediglich die 1944/45 ausgelieferten Maschinen bekamen zunächst als kriegsbedingte Einsparung eine schlichte schwarze Farbgebung, wurden aber nach Kriegsende ebenfalls grün lackiert. British Railways behielt die SR-Farbgebung zunächst bei. Anfang der 1950er Jahre ersetzte BR die bisherige Farbgebung bei fast allen Maschinen durch Express Passenger Blue; ein kräftiges Blau. Bereits ab 1953 verloren die Maschinen diese Farbgebung wieder, seitdem wurden sie in Dunkelgrün, der neuen Standardfarbe für Schnellzuglokomotiven, lackiert. Auch die umgebauten Lokomotiven erhielten diese Farbgebung, bei der Zierlinien in Rot und die Beschriftung zunächst in Gelb und später in Beige ausgeführt wurden.

## Erhaltene Lokomotiven
Insgesamt blieben elf Lokomotiven der Klasse erhalten, wobei die meisten davon zunächst mehrere Jahre auf einem Schrottplatz in Wales standen, bevor sie von Eisenbahnfreunden und Museumsbahnen erworben und restauriert wurden. Einige Maschinen sind bislang nicht wieder aufgearbeitet worden und befinden sich noch im Zustand, in dem sie vom Schrottplatz geborgen wurden. Mehrere Maschinen wurden oder werden betriebsfähig vor Sonderzügen und auf Museumsbahnen eingesetzt. Da die Klasse in den 1950er Jahren vollständig umgebaut wurde, blieb kein Exemplar in der ursprünglichen Ausführung von Bulleid erhalten. Es bestehen jedoch für mehrere Maschinen Pläne und Überlegungen, diese wieder in die Ursprungsversion zurückzubauen.
| SR-Nummer | BR-Nummer | Name                            | Baujahr und Monat | Ausmusterung   | heutiger Standort oder Einsatzort    | Zustand                                   | Bild | Anmerkungen                                                                          |
| --------- | --------- | ------------------------------- | ----------------- | -------------- | ------------------------------------ | ----------------------------------------- | ---- | ------------------------------------------------------------------------------------ |
| 21C5      | 35005     | Canadian Pacific                | Dezember 1941     | Oktober 1965   | Mid-Hants Railway                    | betriebsfähig, derzeit in Untersuchung    |      |                                                                                      |
| 21C6      | 35006     | Peninsular & Oriental S. N. Co. | Dezember 1941     | August 1964    | Gloucestershire Warwickshire Railway | betriebsfähig                             |      |                                                                                      |
| 21C9      | 35009     | Shaw Savill                     | Juli 1942         | September 1964 | East Lancashire Railway              | nicht betriebsfähig, Aufarbeitung geplant |      |                                                                                      |
| 21C10     | 35010     | Blue Star                       | August 1942       | September 1966 | Colne Valley Railway                 | nicht betriebsfähig, Aufarbeitung geplant |      | Rückbau in Ursprungsversion in Überlegung                                            |
| 21C11     | 35011     | General Steam Navigation        | Dezember 1944     | Februar 1966   | Swindon and Cricklade Railway        | in Aufarbeitung                           |      | Rückbau in Ursprungsversion vorgesehen                                               |
| 21C18     | 35018     | British India Line              | Mai 1945          | August 1964    | Carnforth, West Coast Railways       | einsatzbereit                             |      |                                                                                      |
| -         | 35022     | Holland America Line            | Oktober 1948      | Mai 1966       | Crewe                                | nicht betriebsfähig, Aufarbeitung geplant |      |                                                                                      |
| -         | 35025     | Brocklebank Line                | November 1948     | September 1964 | Sellinge, Kent                       | nicht betriebsfähig, Aufarbeitung geplant |      |                                                                                      |
| -         | 35027     | Port Line                       | Dezember 1948     | September 1966 | Crewe                                | nicht betriebsfähig, Aufarbeitung geplant |      | bis 1996 auf der Bluebell Railway im Einsatz                                         |
| -         | 35028     | Clan Line                       | Dezember 1948     | Juli 1967      | Stewarts Lane, Battersea             | betriebsfähig                             |      | einzige Lokomotive der Klasse, die von British Railways betriebsfähig verkauft wurde |
| -         | 35029     | Ellerman Lines                  | Februar 1949      | Juli 1966      | National Railway Museum, York        | nicht betriebsfähig                       |      | Kessel zu Ausstellungszwecken teilweise aufgeschnitten                               |